# Кан Гукчхоль
Кан Гукчхоль (кор. 강국 철; 29 сентября 1999, КНДР) — северокорейский футболист, защитник. В настоящее время выступает за «Римёнсу».

## Карьера
Выступает за команду «Римёнсу». 
С 2016 года выступает за сборную до 19 лет. Сыграл во всех трёх матчах своей команды на чемпионате Азии 2016. Спустя 2 года также был включён в состав сборной на чемпионат Азии. В 3 матчах сумел забить 2 гола. 
В августе 2018 года в составе олимпийской сборной Кан Гукчхоль сыграл 5 матчей на летних азиатских играх.
За основную сборную выступает с 2017 года. Попал в заявку на Кубок Азии 2019. 